# 제곱 유군
체론에서 제곱 유군(-類群, 영어: square class group)은 제곱수의 곱셈에 대한 합동류들로 구성된 아벨 군이다.

## 정의
체 {\displaystyle K}의 제곱 유군은 다음과 같은 몫군이다.
{\displaystyle K^{\times }/(K^{\times })^{2}}
여기서 {\displaystyle K^{\times }=K\setminus \{0\}}는 {\displaystyle K}의 가역원군이다. 즉, 0이 아닌 {\displaystyle K}의 원소 가운데, 제곱수에 대한 합동류들의 아벨 군이다. 제곱 유군의 원소를 제곱류(-類, 영어: square class)라고 한다.
제곱 유군이 자명군인 (즉, 모든 원소가 하나 이상의 제곱근을 갖는) 체를 이차 폐체(二次閉體, 영어: quadratically closed field)라고 한다.

## 성질
체 {\displaystyle K}의 제곱 유군 {\displaystyle K^{\times }/(K^{\times })^{2}}은 정의에 따라 아벨 2-군이다. 즉, 모든 원소의 (군의 원소로서의) 차수가 2이다. 따라서, 만약 제곱 유군이 유한군이라면 그 크기는 2의 거듭제곱이다.

## 예

### 크기 1
복소수체를 비롯한 모든 대수적으로 닫힌 체는 이차 폐체이다. 즉, 제곱 유군이 자명군이다. 짝수 표수의 유한체 역시 이차 폐체이다.

### 크기 2
실수체의 제곱 유군은 2차 순환군이다.
{\displaystyle \mathbb {R} ^{\times }/(\mathbb {R} ^{\times })^{2}=\{[+1],[-1]\}}
홀수 표수의 유한체 {\displaystyle \mathbb {F} _{q}}의 제곱 유군은 2차 순환군이다. 예를 들어 다음과 같다.
- {\displaystyle \mathbb {F} _{3}}의 두 제곱류들은 {1}, {2}이다.
- {\displaystyle \mathbb {F} _{5}}의 두 제곱류들은 {1,4}, {2,3}이다.
- {\displaystyle \mathbb {F} _{7}}의 두 제곱류들은 {1,2,4}, {3,5,6}이다.
- {\displaystyle \mathbb {F} _{9}=\mathbb {F} _{3}[t]/(t^{2}+1)}의 두 제곱류들은 {\displaystyle \{1,2\}}, {\displaystyle \{t,2t\}}이다.

### 크기 4
홀수 소수 {\displaystyle p}에 대하여, {\displaystyle p}진수체 {\displaystyle \mathbb {Q} _{p}}의 제곱 유군의 크기는 4이다. 만약 {\displaystyle n}이 {\displaystyle p}-제곱잉여가 아닌 임의의 정수라면, 4개의 제곱류들의 대표원은 {\displaystyle [1]}, {\displaystyle [p]}, {\displaystyle [n]}, {\displaystyle [np]}이다.

### 크기 8
2진수체 {\displaystyle \mathbb {Q} _{2}}의 제곱 유군의 크기는 8이다.

### 무한 크기
유리수체 {\displaystyle \mathbb {Q} }의 제곱 유군은 가산 무한 집합이다.

## 참고 문헌
- Lam, Tsit-Yuen (2005). 《Introduction to quadratic forms over fields》. Graduate Studies in Mathematics (영어) 67. American Mathematical Society. ISBN 0-8218-1095-2. MR 2104929. Zbl 1068.11023.